# 马内加奥恩
马内加奥恩（Manegaon），是印度中央邦Jabalpur县的一个城镇。总人口9174（2001年）。

## 人口
该地2001年总人口9174人，其中男性4728人，女性4446人；0—6岁人口955人，其中男520人，女435人；识字率77.59%，其中男性为82.91%，女性为71.93%。